# Французская демократическая конфедерация труда
Французская демократическая конфедерация труда (ФДКТ) (фр. Confédération française démocratique du travail, CFDT) — конфедерация профсоюзов во Франции.
По результатам профессиональных выборов в 2017 году, ФДКТ стала самой представительной конфедерацией профсоюзов в частном секторе экономики, опередив Всеобщую конфедерацию труда (ВКТ).
Французская демократическая конфедерация труда является членом Международной конфедерации профсоюзов и Европейской конфедерации профсоюзов.

## История
ФДКТ была создана на внеочередной сессии Французской конфедерации христианских трудящихся (ФКХТ) 6-7 ноября 1964 году большинством её членов (порядка 70% мандатов), выступившим за секуляризацию профобъединения (меньшинство воссоздало ФКХТ). В отличие от ФКХТ, ФДКТ является неконфессиональным профсоюзным центром, провозгласившим независимость от любой церкви (а также партий и государства) — у истоков конфедерации стояли левые христиане, выступавшие за большую автономию по отношению к политическим и религиозным кругам. Новый устав провозглашал, что конфедерация «объединяет профсоюзные организации, открытые для всех трудящихся, решившим при взаимном уважении к их личным философским, моральным или религиозным убеждениям защищать свои общие интересы и бороться за установление демократического общества свободных и ответственных людей».

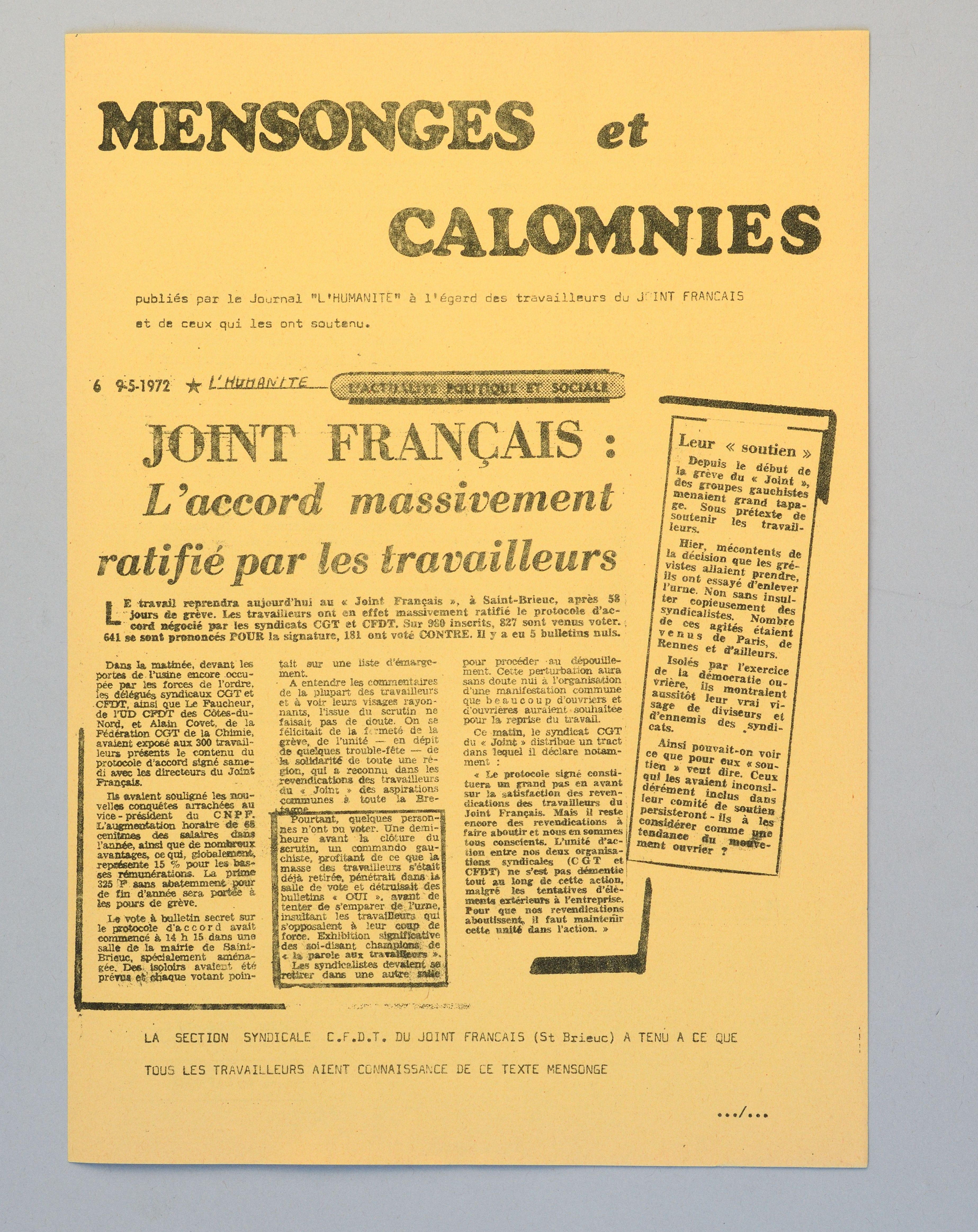
Листовка ФДКТ с критикой статьи в «Юманите», 1972 год

Под руководством своего первого руководителя Эжена Декана Французская демократическая конфедерация труда придерживалась довольно радикального левого курса, объявив о своей приверженности классовой борьбе (в противовес ориентации старой ФКХТ на классовое сотрудничество) и рабочему самоуправлению (autogestion). В этом и в целом она была довольно близка Объединённой социалистической партии во главе с Пьером Мендес-Франсом и Мишелем Рокаром (многие члены ФДКТ вслед за последним в 1974 году влились в Социалистическую партию и сформировали там внутреннюю оппозицию, известную как «вторая левая»). Самоуправленческий социализм, отсылавший к опыту Югославии и Алжира, виделся ФДКТ и ОСП альтернативой как капитализму, так и государственному социализму советского толка, особенно с 1968 года. Профцентр занимал прогрессивную позицию по вопросам своего времени вроде поддержки деколонизации, прав женщин и иммигрантов.
В ходе майских событий 1968 года, Французская демократическая конфедерация труда способствовала развитию забастовочного движения и поддерживала требования протестующих, однако придерживалась антикоммунистических позиций и противостояла Французской коммунистической партии. С близкой к последней ВКТ отношения у неё были более неоднозначными, чем с самой ФКП: так. в 1965—1966 годах две профсоюзные конфедерации заключали соглашения о совместных действиях, а в мае 1968-го у них были разные приоритеты: ВКТ сконцентрировала свои усилия на требованиях повышения заработной платы, тогда как ФДКТ отстаивала расширение прав профсоюзов и их участие в управлении предприятиями. Благодаря своей активности ФДКТ выросла из небольшого объединения на 127 тысяч членов в первый год своего существования до второго после ВКТ по численности и влиянию профобъединения страны с 800-тысячным членством. Рост происходил преимущественно за счёт рабочих машиностроительной, приборостроительной, химической промышленности и энергетики.
На президентских выборах в 1974 году ФДКТ поддержала кандидата от Социалистической партии Франсуа Миттерана. С 1977 года распад электорального Союза левых и провал на парламентских выборах 1978 года привели руководство ФДКТ во главе с Эдмоном Мэром к смене стратегии. Профцентр отошёл от проекта самоуправления и сблизился с обычной европейской социал-демократической моделью (ведущий теоретик ФДКТ Пьер Розанваллон даже обосновал новое видение самоуправление как промежуточной концепции к форме либерализма), а также разорвал связи с ВКТ и объявил «переориентацию на профсоюзные действия», заключающуюся, в частности, в дистанцировании от политических партий.

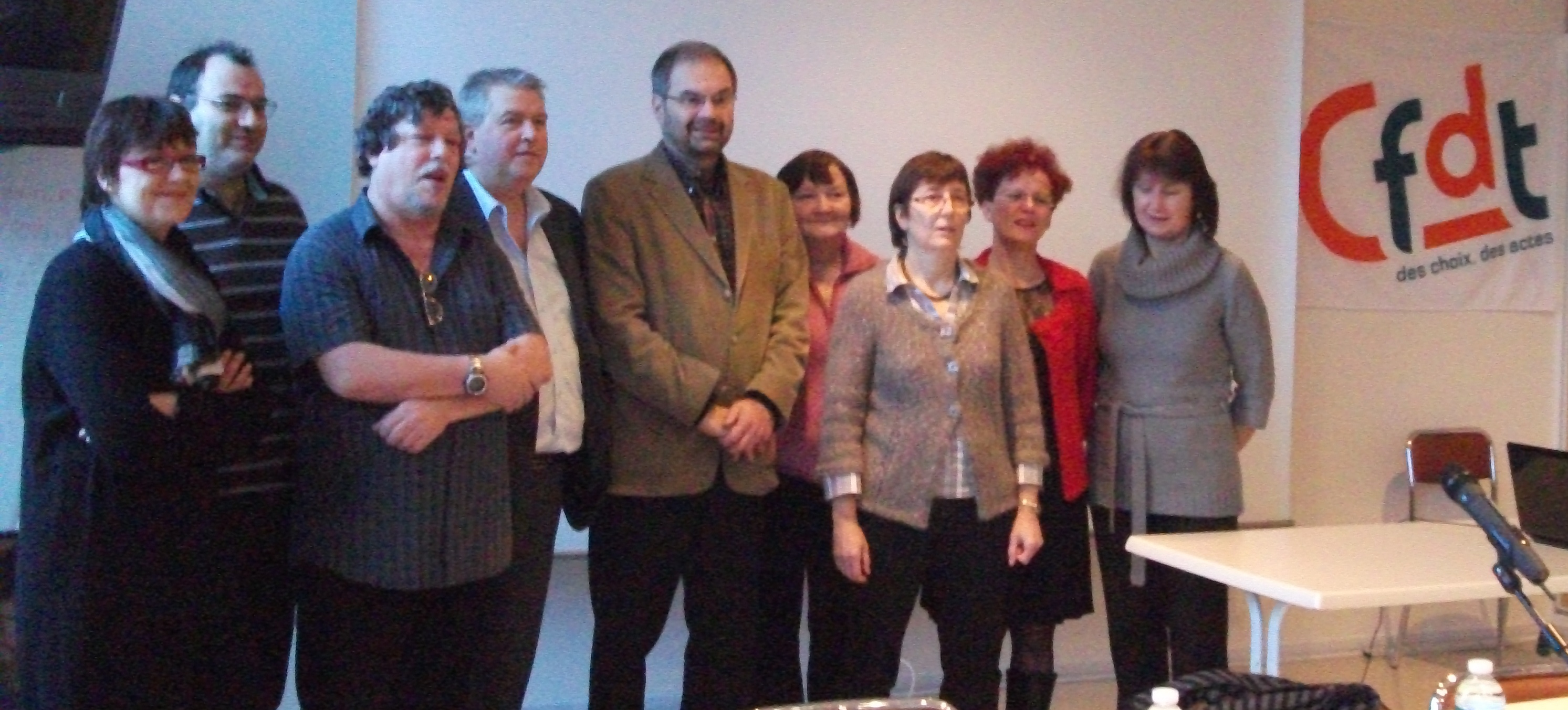
Генсек ФДКТ в 2002-2012 годах Франсуа Шерек (справа старая эмблема профцентра)

ФДКТ в последний раз призвала голосовать за кандидата социалистов Франсуа Миттерана на президентских выборах 1981 года, когда он победил и поначалу взял курс на социально ориентированные реформы, которые его правительство Пьера Моруа свернуло уже в 1983 году, перейдя к «жёсткой экономии». ФДКТ не только поддержала этот зигзаг властей, но и ратовала за такую смену курса ранее. «Переориентация» ФДКТ достигла кульминации на Страсбургском съезде в ноябре 1988 года, когда профобъединение решило не колеблясь поддерживать даже реформы, проводимые правоцентристскими правительствами, когда те покажутся оправданными. Значительная левая оппозиция в рядах ФДКТ, включавшая троцкистов из Революционной коммунистической лиги, выступила против, что привело к расколу профсоюзной федерации PTT (работников почты и телекоммуникаций) с созданием 28 декабря 1988 года профсоюза Sud-PTT, который временно обогнал ФДКТ на профсоюзных выборах и стал ядром создания профобъединения Solidaires Unitaires Démocratiques (SUD).
Под началом Николь Нота, ставшей в 1992 году первой женщиной-генеральным секретарём ведущей профсоюзной конфедерации во Франции, ФДКТ пошла путём «партнёрского» профсоюзного движения в немецком стиле, дистанцировалась от Социалистической партии и на фоне декабрьских забастовок 1995 года поддержала проект реформы социального обеспечения неоголлистского премьер-министра Алена Жюппе. Недоброжелатели, критиковавшие руководительницу за близость к работодателям, прозвали ее «царицей» (на съезде 1995 года большинство в 52 % делегатов сочло, что руководство «не выполнило мандат, на который рассчитывали профсоюзы»), а ФДКТ заменила Форс увриер (ФО) в качестве «основного партнёра» работодателей и правительств, в том числе взяла на себя председательство в Национальном фонде медицинского страхования для наемных работников.

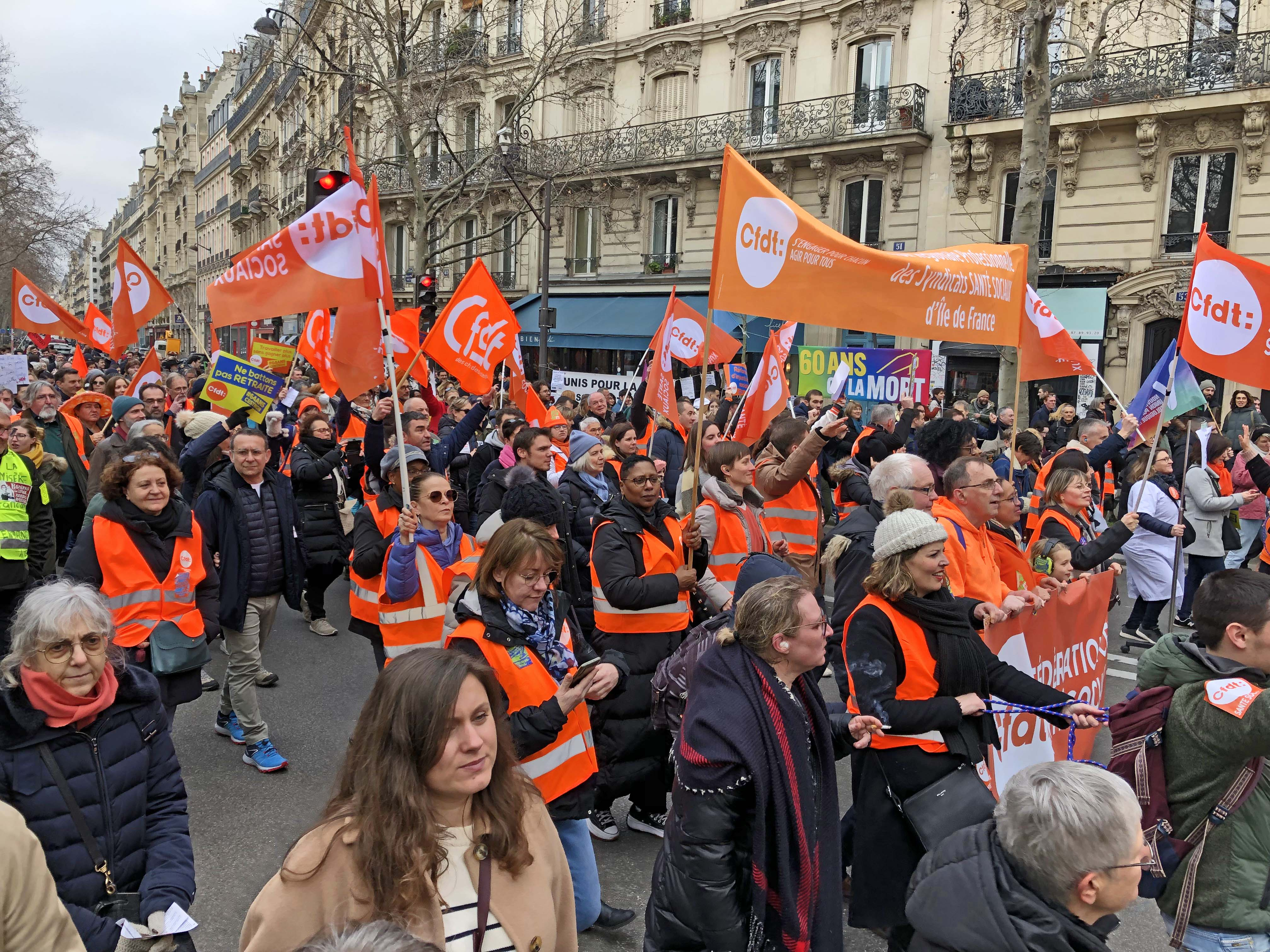
Члены ФДКТ на манифестации против пенсионной реформы в феврале 2023 года

ФДКТ подписывала все соглашения, против которого выступали ВКТ и ФО, изолируя себя от других профсоюзов, и недовольные члены перетекали в ВКТ или автономные профсоюзы SUD. Внутренняя критика, проявившаяся и на съезде в Лилле в 1998 году, нарастала по отношению к новому руководителю Франсуа Шереку и его концепции «реформизма», особенно после поддержки им пенсионной реформы 2003 года от правительства Жан-Пьера Раффарена. Эта позиция имеет внутренние последствия для ФДКТ, которая за три года потеряла около 10 % своих членов — из-за как невозобновления индивидуального членства, так и выхода ряда профсоюзов. Только в 2006 году ФДКТ вернулась к более боевой профсоюзной стратегии, поддержав с остальными профцентрами борьбу против Закона о первом найме.
На президентских выборах в 2002 и 2017 году и на региональных выборах в 2015 году ФДКТ призывала не голосовать за Марин Ле Пен и Национальный фронт.
В 2017 году, ФДКТ заняла первое место на профессиональных выборах, обогнав Всеобщую конфедерацию труда, которая до этого на протяжении десятилетий доминировала во французском профсоюзном движении. В 2021 году ФДКТ была включена в государственный перечень профсоюзов, признанных представительными на национальном и межпрофессиональном уровне. На межпрофессиональном уровне, при заключении коллективных договоров, ФДКТ также имеет наибольшее представительство.

## Членские организации

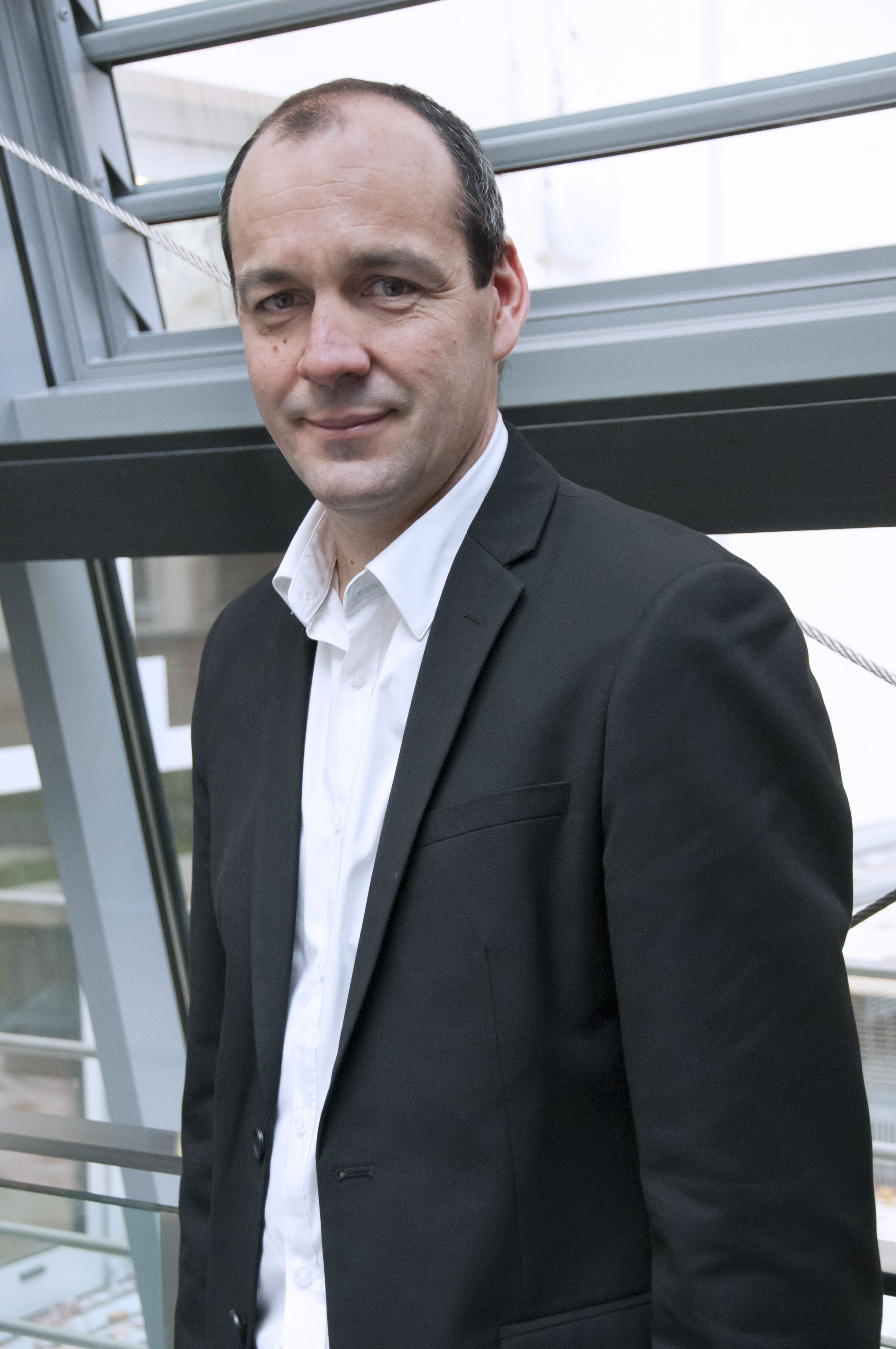
Лоран Берже, генеральный секретарь ФДКТ в 2012—2023 годах

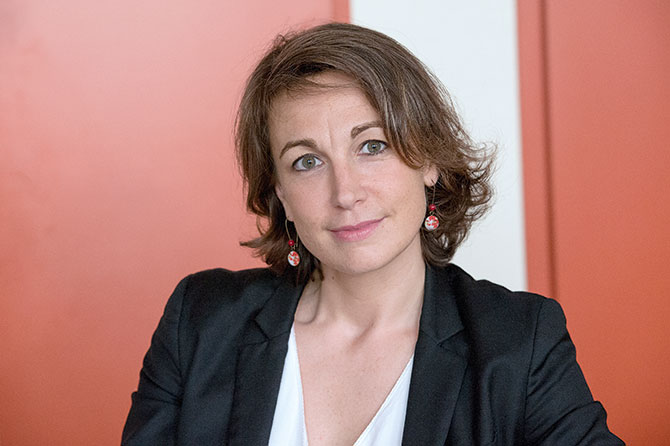
Марилиз Деон, генеральный секретарь ФДКТ с 2023 года

В состав ФДКТ входит 15 отраслевых профсоюзных федераций:
| Название федерации                                     | Аббревиатура  | Количество членов |
| ------------------------------------------------------ | ------------- | ----------------- |
| Федерация здравоохранения и социальных служб           | Santé Sociaux | 93 570            |
| Федерация услуг                                        | CFDT Services | 81 094            |
| Федерация «Интерко»                                    | Interco       | 68 618            |
| Всеобщая федерация шахтёров и металлургов              | FGMM          | 56 142            |
| Федерация связи, консалтинга и культуры                | F3C           | 43 666            |
| Всеобщая федерация транспорта и окружающей среды       | FGTE          | 43 666            |
| Федерация химии и энергетики                           | FCE           | 37 428            |
| Всеобщая агропродовольственная федерация               | FGA           | 37 428            |
| Федерация всеобщих союзов национального образования    | SGEN          | 24 952            |
| Национальная федерация строителей и деревообработчиков | FNCB          | 24 952            |
| Федерация банков и страхования                         | FBA           | 22 100            |
| Федерация социальной защиты, труда и занятости         | PSTE          | 16 000            |
| Федерация частного обучения и образования              | FEP           | 13 200            |
| Федерация государственных учреждений и арсеналов       | FEAE          | 12 500            |
| Финансовая федерация                                   | CFDT Finances | 11 300            |